# 패트릭 제임스 맥글린치
패트릭 제임스 맥글린치(Patrick James McGlinchey, 1928년 6월 6일 ~ 2018년 4월 23일)는 대한민국 제주도 제주 지방에서 활약한 아일랜드 출신 로마 가톨릭 사제이다.

## 일생

### 주요 이력
대학에서 수의학을 전공하던 시절이던 1948년 1월 중순 당시 미군정청에서 아일랜드와 미국 양국간 외교 파견 견학원으로 그 당시 미 군정 조선 제주도 제주 땅을 처음으로 방문하였으며 그 후 1948년 2월 중순 당시 아일랜드 자국으로 귀국하였으며 1951년 로마 가톨릭 사제 서품 이후 1954년 대한민국 제주도 제주 지방에 두번째로 방문을 하여 그 후 이역만리 떨어진 제주도 제주 지방에서 일평생 제주도 제주 지방을 위해 헌신하였는데 참고로 1950년대 당시 제주도 제주 사람들은 극심히도 가난을 겪고 있었으며 그 시절 그는 농부 이시도르 성인을 따서 "성 이시돌(伊始乭) 목장(St. Isidore Farm)"을 설립해 돼지·양과 소·말까지 사육하면서 대한민국 최대 목장으로 키우는 등 제주도 제주 지방 근대 목축업 체제의 기반을 마련했다. 덕분에 '돼지 신부'라는 닉네임도 붙여졌으며 다른 일편으로 패트릭 맥그린치(Patrick MacGrintschee)라 불리기도 한 그는 1970년 "성 이시돌 복지병원"을 개원하여 제주도 제주 서부권 지역 저소득층 주민들에게 무료 진료를 펼치기도 하였다. 46년 후 2016년 5월, 제주특별자치도 제주 지방에서 당시 노령에도 불구하고 "성 이시돌 복지병원"이 정상 운영되도록 힘을 기울여 화제를 모으기도 하였다.

## 서훈과 상훈
1973년 3월에 "대한민국 제주도 명예 도민증"을 받았으며 2년 후 1975년 자국(아일랜드)으로부터 "아일랜드 행정인권상 대통령상"을 수상키도 하였다.
2014년 1월, "자랑스러운 제주인"으로 선정됐고 2015년 2월, 대한민국 국민훈장 모란장을 받았다.

## 사후
2018년 4월 23일 사후 같은 해 2018년 6월 6일을 기하여 그에게 대한민국 명예 국민증이 추서되었다.